# Аґата Гаркнесс
Аґата Гаркнесс (англ. Agatha Harkness) — вигадана персонажка з коміксів американського видавництва Marvel Comics. Вона є могутньою відьмою, яку зазвичай зображують як зловісну героїню і вчительку Ванди Максимової, а також матір'ю Ніколаса Скретча. Аґата — одна з оригінальних відьом із судів над відьмами Салема, яка надалі стає значущою фігурою у Всесвіті Marvel, захисницею Франкліна Річардса як його няня-гувернантка, а згодом наставницею Ванди у використанні справжньої магії. Якось у неї був фамільяр Ебоні, котяча істота, яка могла відчути присутність містичних істот.
Кетрін Ган зображує лиходійне втілення Аґати Гаркнесс (яка проходить під цивільним псевдонімом Аґнес) у серіалі Disney + ВандаВіжн (2021), у Кіновсесвіті Marvel. У цьому серіалі сама Аґнес є головною антагоністкою, яка проникла у світ створений Вандою Максимовою, для того щоб забрати у відьми її силу магії хаоса. Актриса повторить роль у спін-офі серіалу — «Аґата: Щоденники Даркголду».

## Історія публікацій
Аґата Гаркнесс уперше з'являється у коміксі «Фантастична четвірка» № 94, її створили Стен Лі та Джек Кірбі.

## Біографія вигаданого персонажа
Аґата Гаркнесс вперше була представлена гувернанткою Франкліна Річардса. Вона легко відбилася від Страшної Четвірки, коли вони прийшли викрасти Річардса, і зізналася Фантастичній четверці, що вона відьма. Потім вона допомагала Фантастичній четвірці у битві проти суперліходія Анігілуса.
Діями її сина Ніколаса Скретча вона була розкрита як член раніше невідомого Нового Салема (Нью-Салема), штат Колорадо, колонії відьом, лідером якої вона була. Скретч взяв місто під свій контроль і переконав його жителів, що Аґата зрадила таємницю громади, працюючи на Фантастичну четвірку. Її викрали та повернули до громади разом із Франкліном для вчинення суду. Фантастична четвірка пішла слідом і вступила в конфлікт із Сімкою Салема, онуками Аґати, вихованими Скретчем. Фантастична четвірка перемогла їм і звільнила Аґату. У процесі цього зло Скретча було відкрито громаді Нового Салема, і він був вигнаний в інший вимір. Аґата стала магічною вихователькою Багряної відьми у чаклунстві.
Скретч і Салемська сімка повернулися, і Аґата зірвала їхню спробу завоювати світ. Зрештою Салемська сімка знову захопила громаду Нового Салема. Вони схопили Аґату і вбили її, спаливши її на вогнищі, хоча Аґата незабаром повідомила Ванді про свою присутність у, як видається, астральній формі після смерті. У наступній битві між Багряною відьмою та Сімкою Салема енергія всієї громади була залучена до запаморочення Сімки, яка втратила контроль над ними. Ванді вдалося захопити частину енергії та вивести її звідти, але все місто було знищене. Наслідуючи натяки на астральну форму Аґати, Ванда направляла енергію, що залишилася, щоб завагітніти від дітей-близнюків Віжена, свого чоловіка-андроїда.
Пізніше Аґата знову з'явилася на світ, знову жива і здорова, коли немовлята Ванди почали виявляти дивну поведінку (зникали на короткий проміжок часу), а Ванда стала нестійкою після демонтажу чоловіка; Аґата не пояснила свого повернення. Після того як Мефісто заявив, що діти Скарлет-відьми насправді були фрагментами його власної душі і поглинає їх, Аґата ненадовго витирала пам'ять Ванди про своїх дітей, намагаючись допомогти їй впоратися з травмою. Пізніше Аґата відновила ці спогади незабаром, коли Ванда стала пішаком у складному змові Імморта. Аґата допомагала Месникам у битві проти Імморта.
Послідовно під час сюжету "Розібрані месники " Ванда, знову не маючи пам'яті про своїх дітей, сердито зіткнулася з Аґатою про їх існування. Наприкінці цього випуску (який відбувся через деякий час після конфронтації Ванди та Аґати) Нік Ф'юрі з Щ.И.Т.у знайшов, як видається, труп Аґати в її будинку і дійшов висновку, що Аґата була мертва довгий час. Через деякий час, частково амнезіака Ванда розповідає Клінту Бартону, що вона перебуває під опікою своєї «тітки Аґати» у маленькій квартирі. Однак згодом ця версія Ванди виявилася Думботом, який в якийсь момент замінив справжню Ванду.
З тих пір Аґата зробила свою присутність відомою у Всеновому, Різному Чуді як привид. Вона з'являється перед Вандою і підтверджує свою смерть від свого протеже. Вона також одночасно служить всезнаючим оповідачем постійного сольного заголовку Vision, викликавши передпізнавальні бачення за допомогою таємничого ритуалу, що включає вбивство Ебені в якийсь невизначений момент до її смерті. Аґата бореться разом із Вандою та духом своєї біологічної матері Наталії Максимової проти фізичного прояву Хаосу, який намагається знищити чаклунство. Два духу направити їх магію через Ванди і, після того, як Quicksilver викликаний, їм вдається перемогти істота раз і назавжди, хоча це важко поранений орден, богині чаклунства. Наталя жертвує собою, щоб навести порядок, і цим також повертає Аґату до життя. Незважаючи на те, що шляхи її та Ванди переплітаються, Аґата вирішує мати трохи часу для себе, щоб насолоджуватися тим, що знову живе.
Пізніше Аґата Гаркнесс з'являється як член Дочок Свободи, де вона викладала магію своїм членам. У той час, коли капітан Америка зрозумів, що Дріада — це відроджена Пеггі Картер, Аґата телепортувала себе, повідомивши йому, що загрози, з якими стикаються Дочки Свободи, пов'язані з сестрою Олександра Лукіна Алексою. Пізніше Аґата донесла дочкам Свободи останнього новобранця Шурі про ситуацію, пов'язану з тим, що Селена має душу Шарон Картер. Потім вона перевезла себе, вигляд Шарон залізного патріота, і Шурі туди, де знаходиться Селена.

## Сили та здібності
Гаркнесс отримує свої сили завдяки маніпуляціям силами магії. Вона має здатність маніпулювати магічними силами для цілого ряду ефектів, включаючи телепортацію, проєкцію енергії та прослуховування позавимірної енергії, викликаючи сутності або об'єкти сили, що існують у розмірах, дотичних до Землі, за допомогою заклинань. Вона також має здібності гіпнотизму, розгортання думок та ілюзій. Похилий вік зменшує її здатність виконувати важкі фізичні завдання.
Вона має обдарований інтелект і величезні знання магічного знання.

## Ебоні
У Аґати є магічний фамільяр на ім'я Ебоні, домашня чорна кішка, здатна перетворитися на велику люту чорну пантеру. У якийсь момент вона принесла в жертву Ебоні, щоб здобути допізнавальні сили.

## Інші версії
Версія Ultimate Universe Аґати Гаркнесс дебютує в Ultimate Fantastic Four молодою жінкою. Вперше вона з'являється в № 54, стверджуючи, що вона психолог ЩИТУ, якого направили оцінювати аналітичний центр «Будівництво Бакстера». У випуску № 56 висвітлюється, що її статус ЩИТ був підроблений, і вона справді є давньою емпатичною істотою, яка знищила Атлантиду. Відомий як Дракон-Сім або Гідра, він може існувати як окрема істота, так і як сім, здавалося б, окремих. У своїй формі, як група з семи осіб, вона позувала як супергеройська група Салемська сімка.

## В інших проєктах

### Телебачення
- Аґата Гаркнесс з'явилася в епізоді «Підмайстер чарівниці» мультсеріалу «The Avengers: United They Stand», озвученому Елізабет Шеперд. Багряна відьма (Ванда Максимова) та Віжен відвідують її, поки на Гаркнесса націлюються Ніколас Скретч і Сім Салема.
- Аґата Гаркнесс з'явилася мультсеріалі в "Люди Ікс: Еволюція", озвученому Полін Ньюстон.  Містік завербувала її для навчання Багряної відьми, перш ніж пізніше Гаркнесс допоможе Людям Ікс у порятунку Містики.
- Аґата Гаркнесс з'являється у телевізійному серіалі ВандаВіжен (2021), який виконала Кетрін Ган, у серіалі Marvel Cinematic Universe.[23] Ця версія зображена більш лиходійною, ніж її комікс-колега, а замість кота має домашнього кролика на ім'я Сеньор Скретчі, хоча вона зберігає своє походження відьмою, яка була частиною судових процесів над Салемськими відьмами. У 1693 році вона вбила свого ковена на чолі з матір'ю Еванорою (зображена Кейт Форбс) після того, як її спробували стратити за зраду та використання темної магії. На сьогоднішній день Гаркнесс потрапляє у ситком «ВандаВіжен», створений Вандою Максимов, щоб прожити своє ідеальне життя разом із Віженом і локалізований у місті Веств'ю, штат Нью-Джерсі. На відміну від місцевих жителів, Гаркнесс не потрапляє під контроль Ванди, але заінтригована нею і вирішує залишитися у Веств'ю. Більшу частину серії Гаркнесс позує як Аґнес, допитлива сусідка Максимовою, і по-різному маніпулює «шоу», наприклад, використовуючи імітатора П'єтра Максимова, щоб наблизитися до Максимової. У сьомому епізоді "Пробиття четвертої стіни" Гаркнесс розкриває Ванді свою справжню особистість та маніпуляції через пісню «Аґата назавжди». У наступному епізоді «Раніше» Гаркнесс виявляє джерело сил Ванди, роблячи висновок, що вона володіє магією хаосу і є міфічною фігурою, відомою як «Багряна відьма». В останньому епізоді «Фінал серіалу» Гаркнесс намагається забрати магію Ванди для себе, але Ванда створює руни навколо Веств'ю, щоб вилучити магію першої та захопити її у втілення в Аґнес.

### Інший
Персонаж капітана Джека Гаркнесса з британського науково-фантастичного телесеріалу «Доктор Хто» та його відокремлений Торчвуд був названий на честь Аґати Гаркнесс.